# Les Clowns de l'Éden
Les Clowns de l'Éden (titre original : The Computer Connection) est un roman de science-fiction de l'auteur américain Alfred Bester.
Initialement publié en feuilleton dans Analog Science Fiction (novembre et décembre 1974 ; janvier 1975) sous le titre The Indian Giver, il est paru sous forme de livre en 1975. Certaines éditions portent le titre Extro.
Le roman a été sélectionné pour le prix Nebula du meilleur roman 1975 et le prix Hugo du meilleur roman 1976.

## Accueil critique
Gerald Jonas, critique au New York Times, a jugé que Bester avait tenté sans succès « de faire de l'arbitraire une vertu », concluant que le roman « pourrait ne pas être aussi amusant » pour le lecteur que pour l'écrivain.
Arthur D. Hlavaty, un ancien chroniqueur de la New York Review of Science Fiction, a écrit que le livre fournit « un exemple involontaire de son thème du passé irrécupérable. Son roman tant attendu, diversement appelé The Indian Giver, Extro, et The Computer Connection, fut une déception majeure – un fatras confus de vieilles idées et d'artifices. »
Patrick A. McCarthy, dans une critique d'Alfred Bester, le livre de Carolyn Wendell paru en 1982, a estimé que son étude des Clowns de l'Éden est « très brève, mais assez précise pour attirer l'attention sur les nombreuses lacunes de ce roman. »

### Sources
- (en) Cet article est partiellement ou en totalité issu de l’article de Wikipédia en anglais intitulé « The Computer Connection » (voir la liste des auteurs).